# Salz-Alant

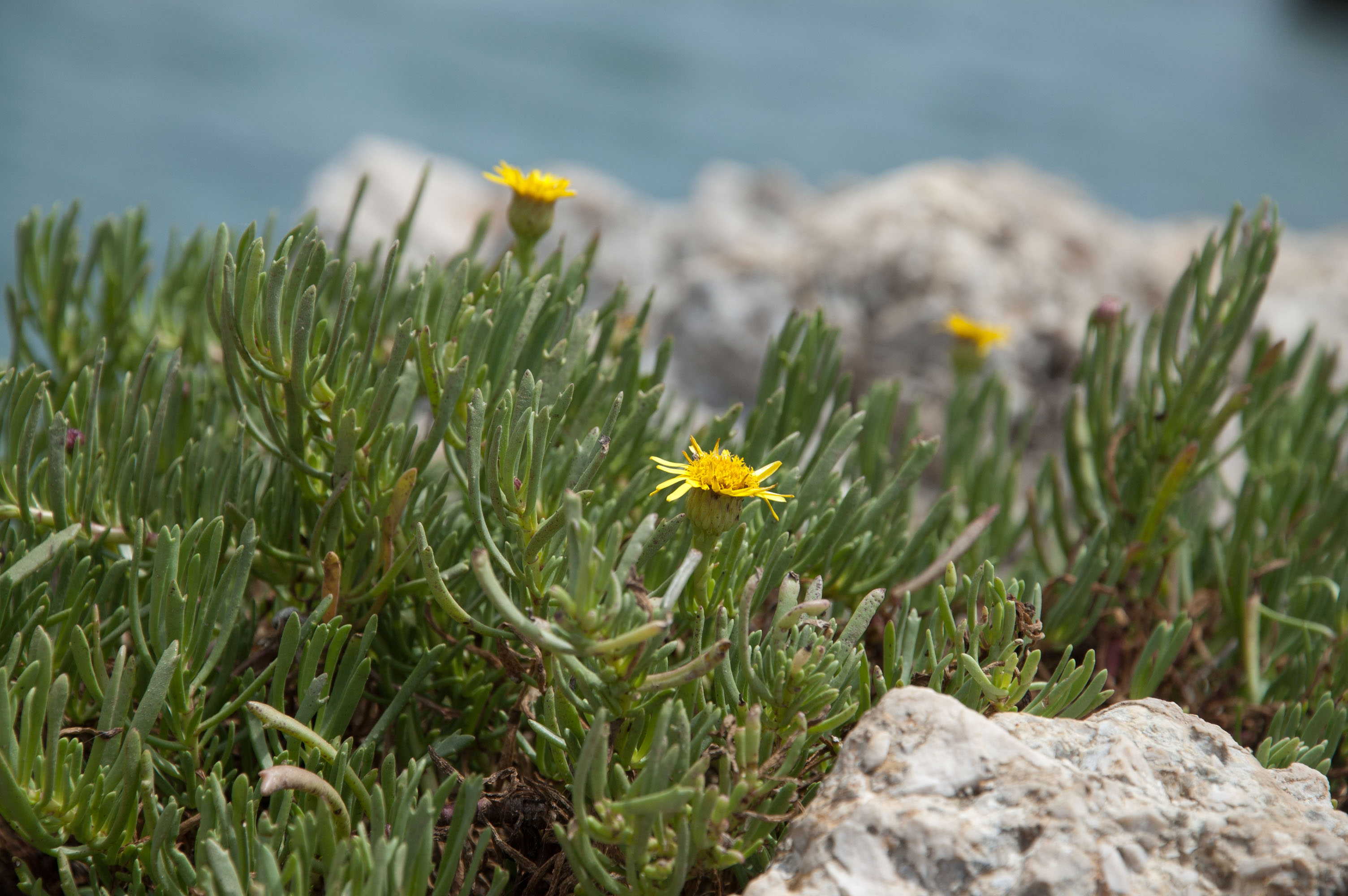
Limbarda crithmoides auf Favignana

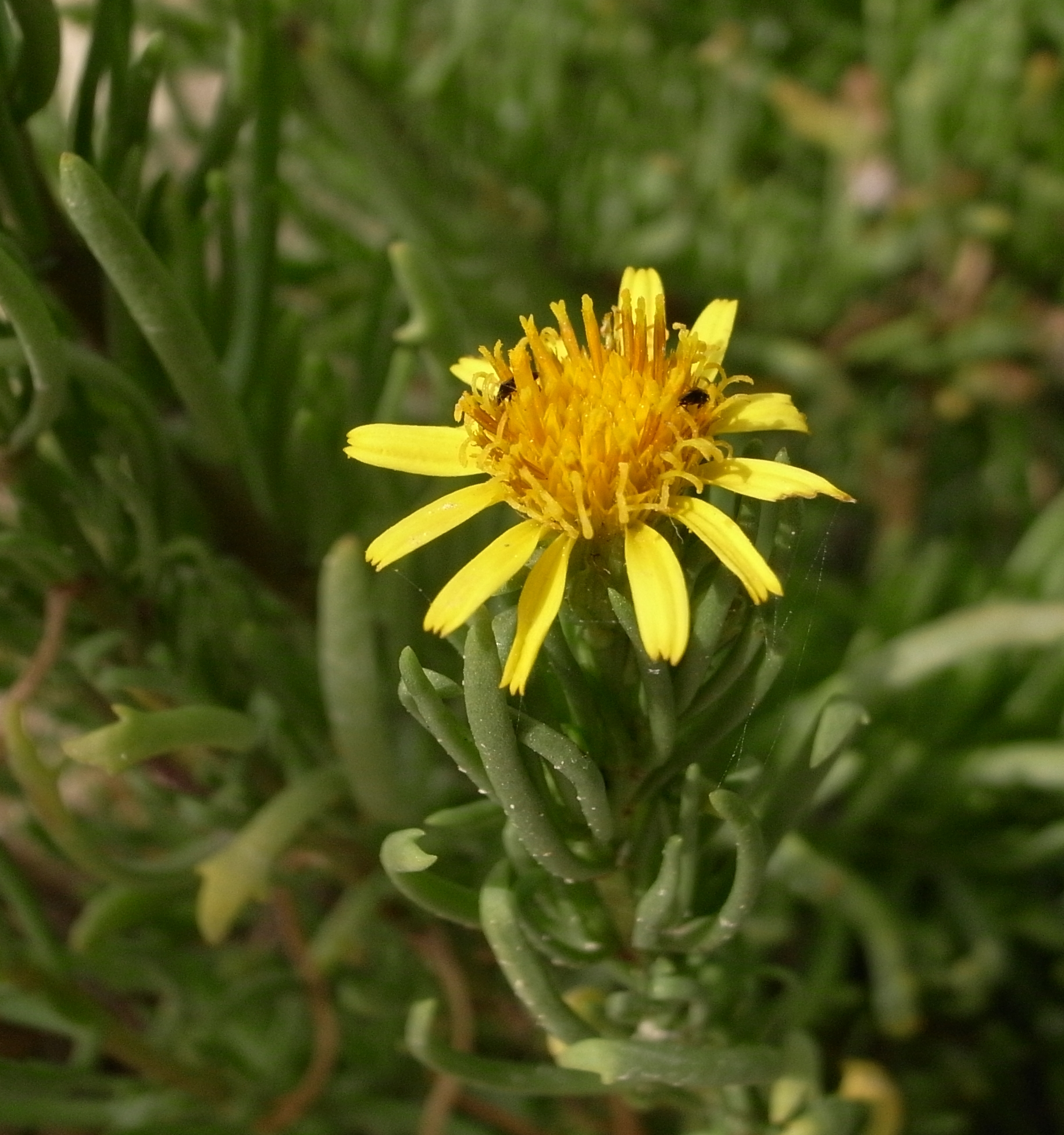
Limbarda crithmoides subsp. longifolia

Der Salz-Alant (Limbarda crithmoides (L.) Dumort., Syn.: Inula crithmoides L.) ist eine halophytische Pflanzenart aus der Familie der Korbblütler (Asteraceae).

## Beschreibung
Der Salz-Alant ist eine ausdauernde Pflanze, die Wuchshöhen von 10 bis 90 cm erreicht. Die am Grunde verholzten Triebe sind aufrecht oder aufsteigend, wenig verzweigt und reich beblättert. Die fleischigen Blätter sind kahl und linealisch. Sie werden 2 bis 4,5 cm lang und 2 bis 4 mm breit. Sie sind ganzrandig und an der Spitze dreizähnig. In den Blattachseln finden sich büschelartige Kurztriebe.
Die Blütenkörbchen setzen sich aus 5 mm langen, orangegelben Röhrenblüten und 14 bis 25 mm langen, gelben Zungenblüten, die den halbkugeligen Hüllkelch um das Doppelte überragen, zusammen. Die äußeren Hüllblätter sind lineal, aufrecht und werden 3 bis 4 mm lang. Die inneren Hüllblätter sind linealisch-pfriemlich und werden 5 bis 10 mm lang. Die Köpfchenstiele sind oben verdickt und haben kleine, linealische und spitze Hochblätter. Die gerippten Früchte haben am Grunde bräunlichweiße, nicht verbundene Pappusborsten. Die Früchte werden 2 bis 3 mm lang und sind an der Spitze nicht verjüngt.
Die Blütezeit ist Juli bis Oktober.
Die Chromosomenzahl beträgt 2n = 18.

## Vorkommen
Der Salz-Alant ist an den Küsten des gesamten Mittelmeerraums und Westeuropas verbreitet, nördlich bis England und Irland. In Ostspanien und Nordafrika ist er auch im Binnenland verbreitet. Als Standort werden Sandstrände, Küstenfelsen und auch Salzsümpfe bevorzugt.

## Systematik
Der Salz-Alant wurde 1753 von Carl von Linné in Species Plantarum unter dem Basionym Inula crithmoides erstveröffentlicht. Im Jahre 1827 veröffentlichte Barthélemy Charles Joseph Dumortier Limbarda crithmoides. Dieser Name wurde in einer von Arne Anderberg 1991 veröffentlichten kladistischen Studie, in der der Salz-Alant von der Gattung Inula getrennt wurde, wieder aufgenommen.
Der Salz-Alant gliedert sich in zwei geographisch getrennte Unterarten:
- Limbarda crithmoides (L.) Dumort. subsp. crithmoides: Sie vertritt die Art an der Atlantikküste von Spanien, Frankreich, England und Irland.[8]
- Limbarda crithmoides subsp. longifolia (Arcang.) Greuter[2]: Mit im Vergleich zu der nominotypischen Unterart verlängerten, spitzen Laubblättern.[9] Diese Unterart ist an den Mittelmeerküsten verbreitet und kommt auch in Portugal vor.[1]

## Nutzung
Die Blätter entsprechen in ihrem salzigen Geschmack dem Queller/Salzkraut (Salicornia). Sie werden roh, z. B. im Salat, gekocht oder eingelegt gegessen. Im englischsprachigen Raum sind sie als „Golden samphire“ bekannt.